# Саймонсон, Хелен
Хе́лен Са́ймонсон (англ. Helen Símonson, род. в 1965 г. в Великобритании) — американская писательница, автор международного бестселлера «Последний бой майора Пе́ттигрю» (англ. Major Pettigrew’s Last Stand, 2010) и романа «Лето перед войной» (англ. The Summer Before the War, 2016). Автор New York Times.

## Биография
Хелен Саймонсон родилась и выросла в Англии. В подростковые годы Хелен вместе с семьей переехала в загородный дом на юге Англии, в Восточный Су́ссекс. Соседние города Рай (Rye), как и более отдаленные Гастингс (Hastings), Истборн (Eastbourne), Фолкстон (Folkestone) и Дувр (Dover) привлекали Хелен своим средневековым колоритом, портовым образом жизни и прибрежными пейзажами. Для писательницы важно, что это — литературная страна: Г. Джеймс, а затем Э. Ф. Бенсон в Лэмб-хаусе, Рай; Х. Рэдклифф в Рай; Р. Киплинг в Бейтмансе, Бурваш; Вирджиния Вулф в Монкс-Хаусе, близ Льюиса. Это наследие всегда было для писательницы большим источником вдохновения.
Выпускница Лондонской школы экономики со степенью магистра иностранных дел в Стони-Брук, Саутгемптон, Хелен Саймонсон живёт в Америке уже более тридцати лет. Давний житель Бруклина, штат Нью-Йорк, она теперь живёт с мужем и двумя сыновьями в Вашингтоне, округ Колумбия.
Хелен Саймонсон начинала карьеру как рекламный менеджер по туризму. Писать романы стала в декрете, когда сидела дома с двумя маленькими детьми. В этом ей помогли курсы «Художественная литература для начинающих» на 92-й улице Нью-Йорка, которые Хелен посещала по выходным. Первую книгу опубликовала в 45 лет.
В творчестве Саймонсон, по её признанию, центральным становится противоречие между желанием вернуться домой, в Англию, и стремлением уехать (как это случилось накануне учёбы в Стони-Бруке).

## «Последний бой майора Петтигрю»
Дебютный роман Хелен Саймонсон вышел в 2010 году и сразу стал международным бестселлером, попав в список New York Times. На сегодняшний день книга переведена и продана в 21 стране, в том числе в России (в переводе Д. Горяниной, 2013).
Действие романа происходит в вымышленной английской провинции Эджкомб-Сент-Мэри, прототипом которой стал знакомый автору с детства Восточный Суссекс. Сюжет разворачивается вокруг отношений майора в отставке Эрнеста Петтигрю и пакистанки Ясмины Али, владелицы магазина. Одинокие герои сходятся в общем интересе к литературе, однако их дружба постепенно перерастает в нечто большее. Любовную историю с социальной и духовно-нравственной проблематикой называют «идеальным британским рождественским романом» за характерный английский юмор майора, провинциальные традиции и веру в рождественское чудо. Книга напоминает трогательную «Вторую жизнь У́ве» Ф. Ба́кмана, а иногда романы предшественников — А. Кри́сти и П. Г. Вудха́уса.

## «Лето перед войной»
Второй роман Хелен Саймонсон вышел в 2016 году, однако не получил такого же признания, как её дебютная книга.
Действие происходит в идиллическом городке с названием Рай, одноимённый прототип которого запомнила Хелен ещё в детстве, когда переехала в Восточный Суссекс. Описывая напряженный период (эдвардианское лето 1914 года) накануне вступления Великобритании в Первую мировую войну, автор изображает мирную и одновременно непредсказуемую жизнь англичан-провинциалов — с любовными приключениями и обычными социальными дрязгами. Ярким событием становится приезд учительницы латыни — Беатри́с Нэш, главной героини романа. Её реальным прототипом считают Э́дит Уо́ртон: Беатри́с тоже пишет, а её отношения с мистером Ти́ллингемом напоминают известную дружбу американской писательницы с Ге́нри Дже́ймсом. Несмотря на заверения другой главной героини, тети Агаты, и вопреки названию романа, война застает читателя уже на середине книги. Заканчивается история боевыми действиями во Франции: к этому времени многие герои погибли, а мирный английский городок втянулся в войну, которая несовместима с навсегда уходящим золотым летом.
«Контраст между пасторальным миром и жестоким хаосом войны — вот что придает этому роману весомость.»

## Экранизации
В 2011 году права на экранизацию романа «Последней бой майора Петтигрю» были проданы продюсерам Пауле Мазур, Митчеллу Каплану и Кевину МакКормику. Для написания сценария был выбран Джек Торн.

## Награды и премии
- Лауреат Премии Уэйвертона[англ.][5], 2011 (Лучший дебют, «Последний бой майора Петтигрю»).
- Номинант премии «Выбор сайта Goodreads», 2010 (Лучшая проза, «Последний бой майора Петтигрю»).
- Номинант премии «Выбор сайта Goodreads», 2010 (Лучший дебют, «Последний бой майора Петтигрю»).
- Номинант премии «Выбор сайта Goodreads», 2016 (Лучшая историческая проза, «Лето перед войной»).

## Книги Хелен Саймонсон
- Саймонсон Х. Последний бой майора Петтигрю = Major Pettigrew’s Last Stand / под ред. В. Пророковой, пер. с англ. Д. Горяниной. — М.: Corpus, 2013. — 576 с. — ISBN 978-5-17-077991-8.
- Simonson H. The Summer Before the War (англ.). — Лондон: Bloomsbury, 2017. — 586 p. — ISBN 978-1-4088-3766-5.